# Courcelles-lès-Semur
Courcelles-lès-Semur ist eine französische Gemeinde mit 228 Einwohnern (Stand 1. Januar 2022) im Département Côte-d’Or in der Region Bourgogne-Franche-Comté. Sie gehört zum Kanton Semur-en-Auxois und zum Arrondissement Montbard.

## Lage und Infrastruktur
Courcelles-lès-Semur grenzt an die Nachbargemeinden Vic-de-Chassenay im Nordwesten, Semur-en-Auxois im Nordosten, Le Val-Larrey im Südosten, Montigny-Saint-Barthélemy im Südwesten und Thoste im Westen. Sie wird von der Route nationale 80 tangiert.

## Bevölkerungsentwicklung
| Jahr                       | 1962 | 1968 | 1975 | 1982 | 1990 | 1999 | 2008 | 2015 |
| -------------------------- | ---- | ---- | ---- | ---- | ---- | ---- | ---- | ---- |
| Einwohner                  | 174  | 167  | 161  | 171  | 193  | 187  | 233  | 249  |
| Quellen: Cassini und INSEE |      |      |      |      |      |      |      |      |